# Il giallo del bidone giallo
(Carl rispondendo ad una domanda di James, riferendosi in modo sarcastico al loro principale)
Il giallo del bidone giallo (Men at Work) è un film commedia statunitense del 1990 diretto dal regista Emilio Estévez.

Lo stesso Estévez è anche l'attore protagonista assieme col fratello Charlie Sheen.

## Trama
Carl e James sognano di abbandonare il loro lavoro di netturbini per aprire un negozio di articoli da surf in una cittadina della California. Nel frattempo un consigliere comunale, candidato sindaco della città, si scontra con il presidente della Chemlife, una industria chimica locale, che scarica rifiuti tossici illegali. Il consigliere verrà minacciato, poi ucciso e fatto sparire in un bidone per rifiuti tossici. Il bidone verrà ritrovato dai due netturbini, i quali, per evitare di essere invischiati nella faccenda, tentano di liberarsi del cadavere. Qui inizia una serie di rocambolesche peripezie, in bilico tra il comico e il tragico, che porterà i due a cogliere in flagrante i colpevoli e la polizia a scoprire il cadavere del sindaco ed incriminare il presidente della Chemlife.

## Colonna sonora
Men at Work (Rhino/WEA, 18 luglio 1990)
- 1. Wear You to the Ball - UB40
- 2. Super Cool - Sly & Robbie
- 3. Big Pink House - Tyrants in Therapy
- 4. Feeling Good - Pressure Drop
- 5. Back to Back - Blood Brothers
- 6. Take Heed - Black Uhuru
- 7. Here and Beyond - Sly & Robbie
- 8. Truthful - Blood Brothers
- 9. Reggae Ambassador - Third World
- 10. Give a Little Love - Ziggy Marley & the Melody Makers
- 11. Playas Dawn - Stewart Copeland
- 12. Pink Panther No.23 - Stewart Copeland

## Accoglienza

### Incassi
Il film, impostato dal regista come una commedia farsesca tra il comico ed il thriller, venne realizzato dalla Triumph Releasing Corporation e terminato ufficialmente il 24 agosto 1990. Frutterà ai botteghini statunitensi più di 16 milioni di dollari.

## Curiosità
- Charlie Sheen e Keith David recitarono insieme, come soldati dello stesso plotone, nel film del 1986 Platoon, diretto dal regista Oliver Stone.
- Il film è ripetutamente menzionato dai protagonisti della commedia A Night at the Roxbury
- Nella vita Charlie Sheen e Emilio Estevez sono fratelli e i loro doppiatori italiani sono rispettivamente Massimo e Riccardo Rossi, anche essi fratelli.